# Светско првенство у атлетици у дворани 1999 — скок удаљ за мушкарце
Скок удаљ у мушкој конкуренцији на Светском првенству у атлетици у дворани 1999. у Маебашију Јапан одржано је 7. марта.
Титулу освојену у Паризу 1997 одбранио је Иван Педросо са Кубе.

## Земље учеснице
Учествовало је 10 такмичара из 8 земаља.
1. Египат (1)
2. Јамајка (1)
3. Јапан (1)
4. Куба (1)
5. Румунија (2)
6. САД (2)
7. Словенија (1)
8. Шпанија (1)

## Освајачи медаља
| Освајачи медаља |             |             |  |  |  |  |
|                 |             |             |  |  |  |  |
|                 |             |             |  |  |  |  |
|                 |             |             |  |  |  |  |
| Иван Педросо    | Јаго Ламела | Ерик Волдер |  |  |  |  |
| Куба            | Шпанија     | САД         |  |  |  |  |

## Рекорди
Стање 4. март 1999.
| Рекорди пре почетка Светског првенства у дворани 1999.   | Рекорди пре почетка Светског првенства у дворани 1999. | Рекорди пре почетка Светског првенства у дворани 1999. | Рекорди пре почетка Светског првенства у дворани 1999. | Рекорди пре почетка Светског првенства у дворани 1999. | Рекорди пре почетка Светског првенства у дворани 1999. |
| -------------------------------------------------------- | ------------------------------------------------------ | ------------------------------------------------------ | ------------------------------------------------------ | ------------------------------------------------------ | ------------------------------------------------------ |
| Светски рекорд                                           | 8,79                                                   | Карл Луис                                              | Сједињене Државе                                       | Њујорк, САД                                            | 27. јануар 1984.                                       |
| Рекорд светских првенстава у дворани                     | 8,51                                                   | Иван Педросо                                           | Куба                                                   | Барселона, Шпанија                                     | 11. март 1995.                                         |
| Рекорд светских првенстава у дворани                     | 8,51                                                   | Иван Педросо                                           | Куба                                                   | Париз, Француска                                       | 8. март 1997.                                          |
| Најбољи резултат сезоне у дворани                        | 8,37                                                   | Иван Педросо                                           | Куба                                                   | Пиреј, Грчка                                           | 21. фебруар 1999.                                      |
| Европски рекорд                                          | 8,49                                                   | Роберт Емијан                                          | Совјетски Савез                                        | Лијевен, Француска                                     | 21. фебруар 1987.                                      |
| Северноамерички рекорд                                   | 8,79                                                   | Карл Луис                                              | Сједињене Државе                                       | Њујорк, САД                                            | 27. јануар 1984.                                       |
| Јужноамерички рекорд                                     | 8,05                                                   | Марк Менсон                                            | Гвајана                                                | Џонсон Сити, САД                                       | 25. јануар 1991.                                       |
| Афрички рекорд                                           | 8,26                                                   | Чарлтон Ехизуелен                                      | Нигерија                                               | Блумингтон, САД                                        | 7. март 1975.                                          |
| Азијски рекорд                                           | 8,24                                                   | Хуанг Генг                                             | Кина                                                   | Тјенцин, Кина                                          | 27. фебруар 1996.                                      |
| Океанијски рекорд                                        | 8,11                                                   | Глен Керол                                             | Аустралија                                             | Флагстаф, САД                                          | 2. март 1990.                                          |
| Рекорди постигнути на Светском првенству у дворани 1999. |                                                        |                                                        |                                                        |                                                        |                                                        |
| Рекорд светских првенстава у дворани                     | 8,62                                                   | Иван Педросо                                           | Куба                                                   | Маебаши, Јапан                                         | 7. март 1999.                                          |
| Најбољи резултат сезоне у дворани                        | 8,62                                                   | Иван Педросо                                           | Куба                                                   | Маебаши, Јапан                                         | 7. март 1999.                                          |
| Европски рекорд                                          | 8,56                                                   | Јаго Ламела                                            | Шпанија                                                | Маебаши, Јапан                                         | 7. март 1999.                                          |

### Најбољи резултати у 1999. години
Десет најбољих атлетичара године скока удаљ у дворани пре првенства (5. март 1999), имали су следећи пласман.
| 1.  | Иван Педросо         | Куба             | 8,37 | 21. фебруар |
| 2.  | Ерик Волдер          | Сједињене Државе | 8,35 | 21. фебруар |
| 3.  | Џејмс Бекфорд        | Јамајка          | 8,31 | 25. фебруар |
| 4.  | Богдан Тарус         | Румунија         | 8,26 | 21. фебруар |
| 5.  | Богдан Тудор         | Румунија         | 8,25 | 30. јануар  |
| 6.  | Јаго Ламела          | Шпанија          | 8,22 | 16. фебруар |
| 7.  | Грегор Цанкар        | Словенија        | 8,17 | 3. фебруар  |
| 8.  | Андреј Брагин        | Русија           | 8,16 | 18. фебруар |
| 9.  | Карим Стрит-Томпсон  | Сједињене Државе | 8,15 | 21. фебруар |
| 10. | Cheikh Tidiane Touré | Сенегал          | 8,11 | 14. фебруар |

Такмичари чија су имена подебљана учествују на СП 1999.

## Сатница
| Датум         | Време | Ниво   |
| ------------- | ----- | ------ |
| 7. март 1999. | 15:30 | Финале |

Сва времена су по локалном времену (UTC+7)

## Резултати

### Финале
Такмичење је одржано 7. марта 1999. године у 15:30 по локалном времену.,,
| Место | Атлетичар       | Земља     | ЛР    | ЛРС  | #1   | #2   | #3   | #4   | #5   | #6   | Резултат | Белешка    |
| ----- | --------------- | --------- | ----- | ---- | ---- | ---- | ---- | ---- | ---- | ---- | -------- | ---------- |
|       | Иван Педросо    | Куба      | 8,71о | 8,37 | 8,46 | 7,78 | x    | 7,20 | x    | 8,62 | 8,62     | РСП, СРС   |
|       | Јаго Ламела     | Шпанија   | 8,22  | 8,22 | 8,10 | x    | 8,29 | 8,42 | 8,26 | 8,56 | 8,56     | ЕР, НР, ЛР |
|       | Ерик Волдер     | САД       | 8,74о | 8,35 | 8,13 | 8,14 | x    | 7,94 | 8,21 | 8,30 | 8,30     |            |
| 4.    | Грегор Цанкар   | Словенија | 8,40о | 8,17 | 7,94 | 8,12 | 7,90 | 8,09 | 8,09 | 8,28 | 8,28     | НР, ЛР     |
| 5.    | Џејмс Бекфорд   | Јамајка   | 8,62о | 8,31 | 7,85 | 7,92 | 7,90 | 7,96 | 8,16 | 8,05 | 8,16     |            |
| 6.    | Богдан Тарус    | Румунија  | 8,29о | 8,26 | 7,91 | 8,02 | x    | 8,07 | 8,15 | 7,94 | 8,15     |            |
| 7.    | Масаки Моринага | Јапан     | 8,25о | 7,82 | x    | x    | 8,07 | 6,65 | 7,56 | x    | 8,07     |            |
| 8.    | Богдан Тудор    | Румунија  | 8,37о | 8,25 | 7,56 | 7,74 | 7,85 | 7,57 | 7,84 | 7,88 | 7,88     |            |
| 9.    | Роланд Макги    | САД       | 8,51о | 8,10 | 7,66 | 7,84 | 7,57 |      |      |      | 7,84     |            |
| 10.   | Хатем Мерсал    | Египат    | 8,26о |      | 7,66 | 7,49 | 7,15 |      |      |      | 7,66     |            |